# Newcastle United Football Club 2020-2021
Questa voce raccoglie le informazioni riguardanti il Newcastle United Football Club nelle competizioni ufficiali della stagione 2020-2021.

## Maglie e sponsor
Il fornitore tecnico per la stagione 2020-2021 è Puma, mentre lo sponsor ufficiale è Fun88.
| Casa | Trasferta | Terza maglia |

## Organigramma societario

### Staff tecnico
- Steve Bruce - Allenatore
- Steve Agnew - Vice allenatore

## Rosa
| N. |                             | Ruolo | Calciatore          |
| -- | --------------------------- | ----- | ------------------- |
| 1  | Slovacchia (bandiera)       | P     | Martin Dúbravka     |
| 2  | Irlanda (bandiera)          | D     | Ciaran Clark        |
| 3  | Galles (bandiera)           | D     | Paul Dummett        |
| 4  | Inghilterra (bandiera)      | C     | Matthew Longstaff   |
| 5  | Svizzera (bandiera)         | D     | Fabian Schär        |
| 6  | Inghilterra (bandiera)      | D     | Jamaal Lascelles    |
| 7  | Inghilterra (bandiera)      | A     | Andy Carroll        |
| 8  | Inghilterra (bandiera)      | C     | Jonjo Shelvey       |
| 9  | Brasile (bandiera)          | A     | Joelinton           |
| 10 | Francia (bandiera)          | C     | Allan Saint-Maximin |
| 11 | Scozia (bandiera)           | C     | Matt Ritchie        |
| 12 | Inghilterra (bandiera)      | A     | Dwight Gayle        |
| 13 | Inghilterra (bandiera)      | A     | Callum Wilson       |
| 14 | Inghilterra (bandiera)      | C     | Isaac Hayden        |
| 15 | Irlanda del Nord (bandiera) | D     | Jamal Lewis         |
| 16 | Irlanda (bandiera)          | C     | Jeff Hendrick       |

| N. |                        | Ruolo | Calciatore         |
| -- | ---------------------- | ----- | ------------------ |
| 17 | Svezia (bandiera)      | D     | Emil Krafth        |
| 18 | Argentina (bandiera)   | D     | Federico Fernández |
| 19 | Spagna (bandiera)      | D     | Javier Manquillo   |
| 21 | Scozia (bandiera)      | C     | Ryan Fraser        |
| 22 | Stati Uniti (bandiera) | D     | DeAndre Yedlin     |
| 23 | Inghilterra (bandiera) | C     | Jacob Murphy       |
| 24 | Paraguay (bandiera)    | C     | Miguel Almirón     |
| 26 | Inghilterra (bandiera) | P     | Karl Darlow        |
| 28 | Inghilterra (bandiera) | C     | Joe Willock        |
| 29 | Inghilterra (bandiera) | P     | Mark Gillespie     |
| 30 | Ghana (bandiera)       | C     | Christian Atsu     |
| 32 | Inghilterra (bandiera) | C     | Daniel Barlaser    |
| 36 | Inghilterra (bandiera) | C     | Sean Longstaff     |
| 41 | Inghilterra (bandiera) | P     | Dan Langley        |
| 57 | Scozia (bandiera)      | C     | Elliot Anderson    |

## Risultati

### Premier League

#### Girone di andata
| Arbitro: | Attwell |

|  |           |                         |
|  | Marcatori | 56’ Wilson 87’ Hendrick |

| Arbitro: | Friend |

|  |           |                                   |
|  | Marcatori | 4’ (rig.), 7’ Maupay 83’ Connolly |

| Arbitro: | Bankes |

|           |           |                     |
| Lucas 25’ | Marcatori | 90+7’ (rig.) Wilson |

| Arbitro: | Coote |

|                                          |           |              |
| Saint-Maximin 14’ Wilson 65’, 77’ (rig.) | Marcatori | 61’ Westwood |

| Arbitro: | Pawson |

|                |           |                                                          |
| Shaw 2’ (aut.) | Marcatori | 23’ Maguire 86’ Fernandes 90’ Wan-Bissaka 90+6’ Rashford |

| Arbitro: | Mason |

|             |           |            |
| Jiménez 80’ | Marcatori | 89’ Murphy |

| Arbitro: | Attwell |

|                        |           |                     |
| Wilson 56’ (rig.), 84’ | Marcatori | 90+2’ Calvert-Lewin |

| Arbitro: | Bankes |

|                        |           |  |
| Adams 7’ Armstrong 82’ | Marcatori |  |

| Arbitro: | Pawson |

|  |           |                                  |
|  | Marcatori | 10’ (aut.) Fernández 65’ Abraham |

| Arbitro: | Scott |

|  |           |                          |
|  | Marcatori | 88’ Wilson 90’ Joelinton |

| Arbitro: | Hooper |

|                        |           |  |
| Watkins 13’ Traoré 42’ | Marcatori |  |

| Arbitro: | England |

|                      |           |             |
| Almirón 1’ Gayle 82’ | Marcatori | 50’ Furlong |

| Arbitro: | Hooper |

|                                                             |           |                        |
| Bamford 35’ Rodrigo 61’ Dallas 77’ Alioski 85’ Harrison 88’ | Marcatori | 26’ Hendrick 65’ Clark |

| Newcastle upon Tyne 14ª giornata | Newcastle Utd | 1 – 1 | Fulham | St James' Park |

| Manchester 15ª giornata | Manchester City | 2 – 0 | Newcastle Utd | City of Manchester Stadium |

| Newcastle upon Tyne 16ª giornata | Newcastle Utd | 0 – 0 | Liverpool | St James' Park |

| Newcastle upon Tyne 17ª giornata | Newcastle Utd | 1 – 2 | Leicester City | St James' Park |

| Sheffield 18ª giornata | Sheffield Utd | 1 – 0 | Newcastle Utd | Bramall Lane |

| Londra 19ª giornata | Arsenal | 3 – 0 | Newcastle Utd | Emirates Stadium |

#### Girone di ritorno
| Newcastle upon Tyne 20ª giornata | Newcastle Utd | 1 – 2 | Leeds Utd | St James' Park |

| Liverpool 21ª giornata | Everton | 0 – 2 | Newcastle Utd | Goodison Park |

| Newcastle upon Tyne 22ª giornata | Newcastle Utd | 1 – 2 | Crystal Palace | St James' Park |

| Newcastle upon Tyne 23ª giornata | Newcastle Utd | 3 – 2 | Southampton | St James' Park |

| Londra 24ª giornata | Chelsea | 2 – 0 | Newcastle Utd | Stamford Bridge |

| Manchester 25ª giornata | Manchester Utd | 3 – 1 | Newcastle Utd | Old Trafford |

| Newcastle upon Tyne 26ª giornata | Newcastle Utd | 1 – 1 | Wolverhampton | St James' Park |

| 27ª giornata | West Bromwich | 0 – 0 | Newcastle Utd |  |

| Newcastle upon Tyne 28ª giornata | Newcastle Utd | 1 – 1 | Aston Villa | St James' Park |

| Brighton 29ª giornata | Brighton | 3 – 0 | Newcastle Utd | AMEX Stadium |

| Newcastle upon Tyne 30ª giornata | Newcastle Utd | 2 – 2 | Tottenham | St James' Park |

| Burnley 31ª giornata | Burnley | 1 – 2 | Newcastle Utd | Turf Moor |

| Newcastle upon Tyne 32ª giornata | Newcastle Utd | 3 – 2 | West Ham Utd | St James' Park |

| Liverpool 33ª giornata | Liverpool | 1 – 1 | Newcastle Utd | Anfield |

| Newcastle upon Tyne 34ª giornata | Newcastle Utd | 0 – 2 | Arsenal | St James' Park |

| Leicester 35ª giornata | Leicester City | 2 – 4 | Newcastle Utd | Leicester City Stadium |

| Newcastle upon Tyne 36ª giornata | Newcastle Utd | 3 – 4 | Manchester City | St James' Park |

| Newcastle upon Tyne 37ª giornata | Newcastle Utd | 1 – 0 | Sheffield Utd | St James' Park |

| Hammersmith e Fulham 38ª giornata | Fulham | 0 – 2 | Newcastle Utd | Craven Cottage |

## Statistiche

### Statistiche di squadra
| Competizione   | Punti | In casa | In casa | In casa | In casa | In casa | In casa | In trasferta | In trasferta | In trasferta | In trasferta | In trasferta | In trasferta | Totale | Totale | Totale | Totale | Totale | Totale | DR  |
| Competizione   | Punti | G       | V       | N       | P       | Gf      | Gs      | G            | V            | N            | P            | Gf           | Gs           | G      | V      | N      | P      | Gf     | Gs     | DR  |
| -------------- | ----- | ------- | ------- | ------- | ------- | ------- | ------- | ------------ | ------------ | ------------ | ------------ | ------------ | ------------ | ------ | ------ | ------ | ------ | ------ | ------ | --- |
| Premier League | 45    | 19      | 6       | 5       | 8       | 26      | 33      | 19           | 6            | 4            | 9            | 20           | 29           | 38     | 12     | 9      | 17     | 46     | 62     | -16 |
| FA Cup         | -     | -       | -       | -       | -       | -       | -       | 1            | 0            | 0            | 1            | 0            | 2            | 1      | 0      | 0      | 1      | 0      | 2      | -2  |
| League Cup     | -     | 1       | 1       | 0       | 0       | 1       | 0       | 3            | 1            | 1            | 1            | 8            | 2            | 4      | 2      | 1      | 1      | 9      | 2      | +7  |
| Totale         | -     | 20      | 7       | 5       | 8       | 27      | 33      | 23           | 7            | 5            | 11           | 28           | 33           | 43     | 14     | 10     | 19     | 55     | 66     | -11 |

### Andamento in campionato
| Giornata  | 1 | 2  | 3  | 4 | 5  | 6  | 7  | 8  | 9  | 10 | 11 | 12 | 13 | 14 | 15 | 16 | 17 | 18 | 19 | 20 | 21 | 22 | 23 | 24 | 25 | 26 | 27 | 28 | 29 | 30 | 31 | 32 | 33 | 34 | 35 | 36 | 37 | 38 |
| --------- | - | -- | -- | - | -- | -- | -- | -- | -- | -- | -- | -- | -- | -- | -- | -- | -- | -- | -- | -- | -- | -- | -- | -- | -- | -- | -- | -- | -- | -- | -- | -- | -- | -- | -- | -- | -- | -- |
| Luogo     | T | C  | T  | C | C  | T  | C  | T  | C  | T  | T  | C  | T  | C  | T  | C  | C  | T  | T  | C  | T  | C  | C  | T  | T  | C  | T  | C  | T  | C  | T  | C  | T  | C  | T  | C  | C  | T  |
| Risultato | V | P  | N  | V | P  | N  | V  | P  | P  | V  | P  | V  | P  | N  | P  | N  | P  | P  | P  | P  | V  | P  | V  | P  | P  | N  | N  | N  | P  | N  | V  | V  | N  | P  | V  | P  | V  | V  |
| Posizione | 4 | 13 | 10 | 9 | 13 | 14 | 11 | 13 | 15 | 13 | 12 | 14 | 12 | 13 | 14 | 15 | 15 | 15 | 16 | 16 | 15 | 16 | 16 | 17 | 17 | 17 | 16 | 17 | 17 | 17 | 17 | 15 | 16 | 17 | 15 | 16 | 15 | 12 |

Legenda:

Luogo: C = Casa; T = Trasferta. Risultato: V = Vittoria; N = Pareggio; P = Sconfitta.